# أندي نجار
أندي آريل نجار رودريغيز ((بالإنجليزية: Andy Najar)‏؛ مواليد 16 مارس 1993) لاعب كرة قدم هندوراسي يجيد اللعب في مركز الجناح مع منتخب هندوراس الوطني ونادي أندرلخت في الدوري البلجيكي الممتاز.

## مسيرته الكروية
لعب أندي نجار خلال مسيرته الاحترافية مع ناديين في أحد عشر موسمًا وسجل خلالها 21 هدفًا ضمن 208 مباراة. ولم يفز بأي موسم بالكأس وفاز في ثلاثة مواسم بالدوري.
خاض أندي نجار مسيرته مع نادي دي.سي. يونايتد في موسم 2010 واستمر معه طيلة ثلاثة مواسم، مشاركًا في 82 مباراة سجل خلالها 10 أهداف. ثم انتقل إلى نادي رويال أندرلخت في موسم 2012–13 ليلعب معه ثمانية مواسم، حيث شارك في 126 مباراة سجل خلالها 11 هدفًا.

## روابط خارجية
- أندي نجار على موقع الاتحاد الدولي (مؤرشف)  (الإنجليزية)
- أندي نجار على موقع الدوري الأمريكي (الإنجليزية)
- أندي نجار على موقع قاعدة بيانات كرة القدم.إي يو (الإنجليزية)
- أندي نجار على موقع ناشيونال فوتبول تيمز (الإنجليزية)
- أندي نجار على موقع Soccerway.com (الإنجليزية)
- أندي نجار على موقع عالم كرة القدم.نت (الإنجليزية)
- أندي نجار على موقع أوليمبيديا (الإنجليزية)
- أندي نجار على موقع AS.com (الإسبانية)
- نجار.html أندي نجار على فرق كرة القدم الوطنية.كوم